# FK Zeta
FK Zeta Golubovci (srbskou cyrilicí Фудбалски клуб "Зета") je klub černohorské první fotbalové ligy sídlící ve městě Golubovci. Byl založen roku 1927. Hřištěm klubu je Stadion Trešnjica s kapacitou 3 000 diváků.
Jedenkrát klub vyhrál domácí ligový titul, v sezóně 2006/07.